# Kikugawa
Kikugawa (菊川市, Kikugawa-shi) est une ville située dans la préfecture de Shizuoka, au Japon.

## Géographie

### Situation
Kikugawa est située dans le sud-ouest de la préfecture de Shizuoka, sur l'île de Honshū, au Japon.

### Démographie
En septembre 2019, la population de la ville de Kikugawa était de 48 548 habitants, répartis sur une superficie de 94,19 km2.

## Histoire
Kikugawa a été fondée le 17 janvier 2005 par la fusion des bourgs de Kikugawa et Ogasa (district d'Ogasa, dont les autres bourgs ont été assimilés aux villes de Kakegawa et Omaezaki).

## Économie
Les productions agricoles de Kikugawa sont le thé vert, le melon, la laitue et les myrtilles.

## Transports
La ville de Kikugawa est desservie par la ligne principale Tōkaidō à la gare de Kikugawa.

## Symboles municipaux
Les symboles municipaux de Kikugawa  sont le théier, le chrysanthème et la bergeronnette des ruisseaux.

## Personnalités liées à la municipalité
- Tsurujirō Kubokawa (1903-1974), critique littéraire
- Miuna Saitō (née en 1987), chanteuse